# Poolbillard 2010
Die Poolbillard-Saison  war eine Serie von Poolbillard-Turnieren, die von der World Pool-Billiard Association veranstaltet wurden.

## Saisonergebnisse
| Datum                           | Turnier                                   | Austragungsort  | Disziplin   | Sieger               | Finalist                     | Ergebnis |
| 30. Januar bis 6. Februar       | Team-Weltmeisterschaft 2010               | Hannover        |             | Großbritannien       | Philippinen                  | 4:1      |
| 11. Februar bis 13. Februar     | ET 104 – French Open 2010                 | Sucy-en-Brie    | 9-Ball      | Niels Feijen         | Craig Osborne                | 9:2      |
| 20. März bis 21. März           | Japan Open 2010                           | Präfektur Hyōgo | 9-Ball      | Francisco Bustamante | unbekannt                    |          |
| 17. März bis 27. März           | Europameisterschaft 2010                  | Zagreb          | 14/1 endlos | David Alcaide        | Artem Koshovyi               | 125:3    |
| 17. März bis 27. März           | Europameisterschaft 2010                  | Zagreb          | 10-Ball     | Ralf Souquet         | Niels Feijen                 | 7:4      |
| 17. März bis 27. März           | Europameisterschaft 2010                  | Zagreb          | 8-Ball      | Konstantin Stepanow  | Marcus Chamat                | 8:6      |
| 17. März bis 27. März           | Europameisterschaft 2010                  | Zagreb          | 9-Ball      | Ralf Souquet         | Mateusz Śniegocki            | 9:8      |
| 4. April bis 10. April          | 8-Ball-Weltmeisterschaft 2010             | Fudschaira      | 8-Ball      | Karl Boyes           | Niels Feijen                 | 13:12    |
| 15. April bis 17. April         | ET 105 – Italy Open 2010                  | Treviso         | 9-Ball      | Daryl Peach          | Mateusz Śniegocki            | 9:7      |
| 12. Mai bis 16. Mai             | World Pool Masters 2010                   | Las Vegas       | 9-Ball      | Dennis Orcollo       | Tōru Kuribayashi             | 8:3      |
| 10. Juni bis 12. Juni           | ET 106 – German Open 2010                 | Brandenburg     | 10-Ball     | Sascha-Andrej Tege   | Karl Boyes                   | 8:6      |
| 29. Juni bis 5. Juli            | 9-Ball-Weltmeisterschaft 2010             | Doha            | 9-Ball      | Francisco Bustamante | Kuo Po-Cheng                 | 13:7     |
| 8. Juli bis 10. Juli            | ET 107 – Austria Open 2010                | St. Johann      | 9-Ball      | Karl Boyes           | Nick van den Berg            | 9:6      |
| 29. Juli bis 1. August          | World Series of Pool 2010                 | Jakarta         | 10-Ball     | Jundel Mazon         | Irsal Nasution               |          |
| 26. August bis 28. August       | ET 108 – Finland Open 2010                | Vantaa          | 10-Ball     | Nick van den Berg    | Karl Boyes                   | 8:1      |
| 7. September bis 12. September  | World Cup of Pool 2010                    | Manila          | 9-Ball      | Li Hewen Fu Jianbo   | Ronato Alcano Dennis Orcollo | 10:5     |
| 13. September bis 19. September | Predator International Championship 2010  | Quezon City     | 10-Ball     | Efren Reyes          | unbekannt                    |          |
| 23. September bis 26. September | China Open 2010                           | Shanghai        | 9-Ball      | Zhang Yu Long        | Antonio Lining               |          |
| 5. Oktober                      | International Challenge of Champions 2010 | Uncasville      | 9-Ball      | Mika Immonen         | unbekannt                    |          |
| 6. Oktober bis 11. Oktober      | 14/1-endlos-Weltmeisterschaft 2010        | Clifton, NJ     | 14/1 endlos | Oliver Ortmann       | Mika Immonen                 |          |
| 17. Oktober bis 23. Oktober     | US Open 9-Ball 2010                       | Chesapeake, VA  | 9-Ball      | Darren Appleton      | Corey Deuel                  |          |
| 28. Oktober bis 30. Oktober     | ET 109 – Portugal Open 2010               | Albufeira       | 9-Ball      | Chris Melling        | Carlos Cabello               | 9:4      |
| 24. November bis 28. November   | All Japan Open 2010                       | Präfektur Hyōgo | 9-Ball      | Thorsten Hohmann     | Ko Ping-chung                |          |
| 2. Dezember bis 4. Dezember     | ET 110 – Costa Blanca Open 2010           | Benidorm        | 10-Ball     | Darren Appleton      | Francisco Díaz-Pizarro       | 8:6      |
| 9. Dezember bis 12. Dezember    | Mosconi Cup 2010                          | Bethnal Green   | 9-Ball      | Europa               | USA                          | 11:8     |